# シーモア・ジョンソン空軍基地
シーモア･ジョンソン空軍基地（シーモア・ジョンソンくうぐんきち、英語: Seymour Johnson Air Force Base）は、ノースカロライナ州ゴールズボロに位置するアメリカ空軍の基地である。F-15E戦闘爆撃機を運用する第4戦闘航空団などが所在している。

## 概要
同基地は1942年に開設されたのが始まりで、歴代朝鮮戦争、ベトナム戦争（F-100、F-105、F-4）、湾岸戦争（F-15E）と近代アメリカ史上において重要な戦闘で活躍した第4戦闘航空団の本拠地である。
他に、空中給油機であるKC-135などが所在する。機体尾翼に付けられているテールコードの記号はSJ。